# افسانه آفرینش ماندی
افسانه آفرینش ماندِی (به انگلیسی: Mandé creation narrative)، اسطوره آفرینش ماندینکاها در جنوب مالی است.

## روایت شفاهی
داستان از جایی شروع می‌شود که مانگالا، خدای خالق، سعی می‌کند یک دانه‌ی بالازا (از سرده آکاسیا) بسازد اما موفق نمی‌شود. سپس او دو دانه چمن غاز از انواع مختلف ساخت که مردم قبیله کیتا در میان ماندینکا آن را «تخم جهان در دو قسمت دوقلو که قرار بود تولید مثل کنند» می‌نامند. سپس مانگالا سه جفت دانه دیگر ساخت و هر جفت به چهار عنصر، چهار جهت، به عنوان گوشه‌هایی در چارچوب خلقت جهان تبدیل شدند. او این را به شکل یک دانه گل ختمی تا کرد. جفت‌های دوقلوی دانه‌ها، که به عنوان جنس مخالف دیده می‌شوند، به عنوان تخم یا جفت جهان شناخته می‌شوند. این تخم دو جفت دوقلوی دیگر، یکی نر و یکی ماده، را در خود جای داده بود که نمونه اولیه انسان‌ها بودند.

## دوقلوها
در میان آن‌ها پمبا بود که آرزوی تسلط داشت و بنابراین زودتر از موعد تخم را ترک کرد و تکه‌ای از جفت خود را پاره کرد. پمبا در فضا سقوط کرد و جفت پاره شده‌اش به زمین تبدیل شد. از آن‌جا که او تخم را زودتر از موعد رها کرد، زمینی که از این تکه تشکیل شد، خشک و بایر بود و هیچ فایده‌ای برای پمبا نداشت. بنابراین پمبا سعی کرد به تخم برگردد، به قل دیگرش و جایگاهش در بقیه جفت ملحق شود. اما پیدایش نکرد؛ مانگالا جفت باقی‌مانده را به خورشید تبدیل کرده بود. بنابراین پمبا دانه‌های نر را از ترقوه مانگالا دزدید و آن‌ها را به زمین بایر برد و در آن‌جا کاشت. فقط یکی از آن‌ها می‌توانست در زمین خشک جوانه بزند، یک دانه نر از جنس الئوسین که در خون جفت رشد می‌کرد. اما از آن‌جا که پمبا دانه را دزدیده بود و دانه در جفت خود پمبا جوانه زد، زمین نجس شد و دانه الوزین قرمز شد.
فارو، دوقلوی نر دیگر، که به شکل ماهی‌های دوقلو درآمده بود، برای کفاره دادن برای پمبا و تطهیر زمین قربانی شد. فارو به شصت تکه تقسیم شد که هر تکه به زمین افتاد و تبدیل به درخت شد. مانگالا فارو را به زندگی بازگرداند و به او شکل یک انسان داد و او را در کشتی‌ای که از جفتش ساخته شده بود، به زمین فرستاد. با او چهار جفت دوقلوی نر و چهار جفت دوقلوی ماده به‌دنیا آمدند که اجداد اصلی بشر شدند و همگی از جفت فارو ساخته شدند. کشتی همچنین تمام حیوانات و گیاهان را در خود جای داده بود که نیروی حیات نر و ماده را نیز حمل می‌کردند. سوراکاتا پس از آن اولین طبل مقدس ساخته‌شده از جمجمه قربانی شده فارو را به صدا درآورد و آن را برای آمدن باران نواخت. وقتی باران نبارید، آهنگر اجدادی به زمین آمد و با چکش خود به سنگی کوبید و سپس باران آمد.
فارو تمام جهانی را که بشر از نوادگان تخم‌های اولیه مانگالا می‌شناسد، خلق کرده است. او باعث شد که زمین به سیل بیفتد تا بذر ناپاک برادرش پمبا شسته شود. از این سیل، تنها نیکان نجات یافتند و در پناه کشتی فارو قرار گرفتند.